# Comercio de libros en la Antigua Roma

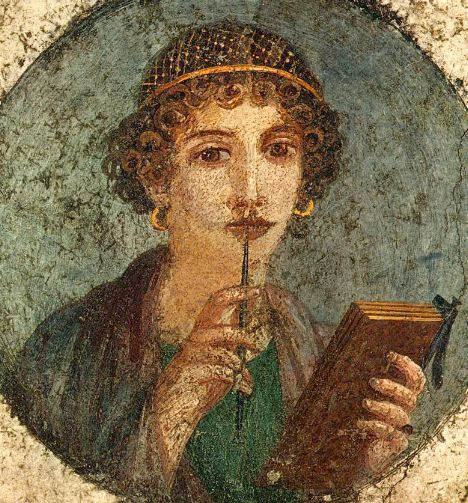
Joven sosteniendo tablillas de escritura sobre cera y un stilo en su mano. Pintura mural de Pompeya.

El comercio de libros en la Antigua Roma abarcó diversas formas de acceder al mismo, desde la venta y subasta hasta la distribución de copias privadas en círculos literarios e intelectuales, incluyendo una notable circulación de textos cristianos a través de comunidades específicas. Esta diversidad refleja un sistema adaptativo a las variadas demandas socioculturales, permitiendo el acceso a la lectura más allá de las barreras económicas y destacando la centralidad del libro en la vida romana tanto para la difusión del conocimiento como para la preservación de la cultura.

## La publicación de libros
En la Antigua Roma, la tecnología de producción de libros, sumada a una economía y un nivel de alfabetismo distintos a los contemporáneos, modeló una industria libraria única. A menudo malinterpretadas, estas diferencias históricas han llevado a algunos historiadores a desarrollar una percepción errónea sobre la edición, publicación, distribución y venta de libros en ese contexto.  A pesar de la escasez de fuentes precisas sobre las actividades específicas de los libreros, es evidente que en Roma era posible adquirir una amplia variedad de libros, tanto griegos como latinos, incluyendo obras de nuevos autores y títulos ya consagrados. Esta gama de ofertas implicaba que, colectivamente, los libreros pudieron organizar una variedad de recursos en términos de materiales, información bibliográfica y técnicas de producción. Además, se desarrollaron métodos y vías para la creación y difusión de escritos más allá del comercio tradicional, impulsados por diferentes incentivos.

## Tipologías profesionales en el negocio de los libros

### Los autores
El proceso de difusión de obras literarias comenzaba con el autor encargando copias para su círculo cercano, seguido por la producción de copias adicionales para distribución o venta. En ausencia de leyes de derechos de autor, los autores rara vez recibían compensación económica significativa por su trabajo.
Sin embargo, diversas fuentes sugieren que los escritores romanos podían beneficiarse económicamente mediante la venta de sus obras a magistrados o el mecenazgo de familias influyentes o del propio emperador, quienes proporcionaban beneficios materiales. Además, negociaban con libreros para la difusión de sus obras, aunque esto último podía exponerlos al riesgo de plagio o falsificación, situación que experimentó Marcial.

### Los copistas
Los copistas (librarii o scriptores librarii) jugaban un papel esencial en la transmisión de textos. Estos profesionales, contratados por autores, editores o clientes, podían ser remunerados por cada línea escrita, una práctica común en la época imperial. Aunque el método preciso de copia variaba, la urgencia por completar las transcripciones rápidamente a menudo llevaba a errores, los cuales eran corregidos por anagnostae, lectores especializados.

### Vendedores y editores de libros

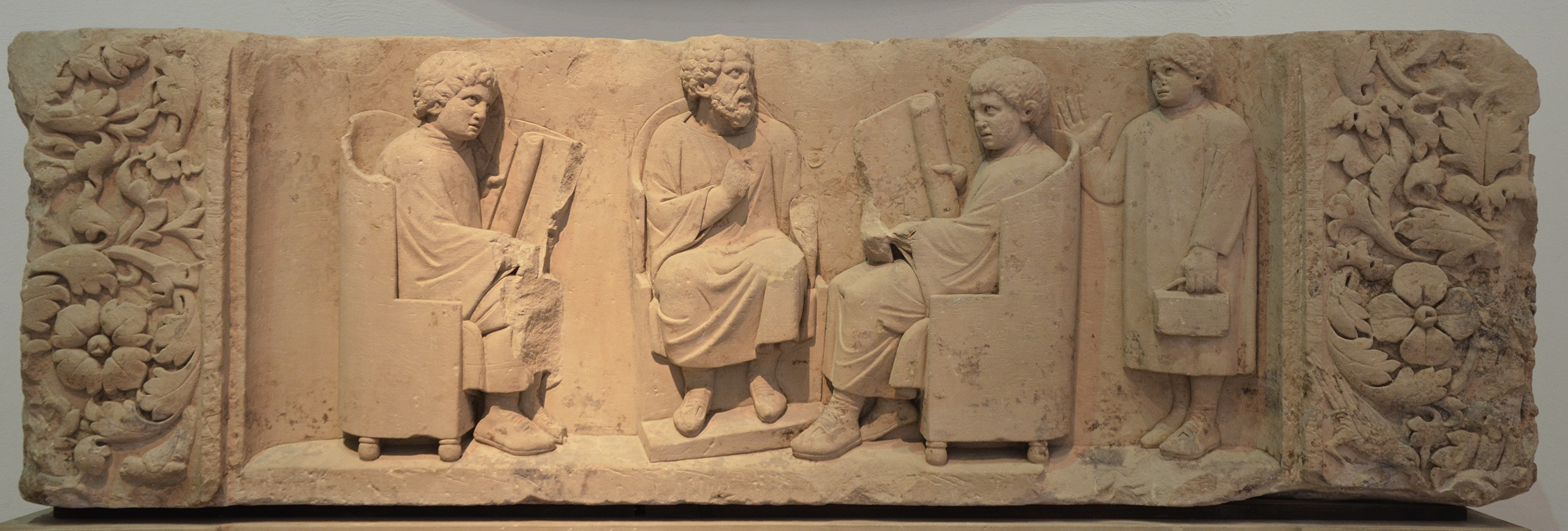
Relieve funerario encontrado en Neumagen cerca de Tréveris, un maestro con tres discípulos, alrededor del 180-, Museo Regional del Rin en Tréveris, Alemania.

A diferencia de la concepción moderna de "editores", en la Antigua Roma este rol no existía tal como lo conocemos hoy. Los términos bibliopola (del griego ßιßλιοπώλης) y librarius se utilizaban para describir a los comerciantes de libros, destacando la distinción social entre esclavos/sirvientes y aquellos libres o libertos.
Los libreros, frecuentemente libertos, no mantenían vínculos naturales con la élite literaria. La fabricación y el comercio de libros raramente eran lo suficientemente lucrativos como para promover un desarrollo extenso, y los libreros dependían de la autorización del autor para acceder a los textos. Como en otros oficios, los libreros también incurrían en responsabilidades penales: no se excluía del todo la posibilidad de que el autor presentara una demanda (iniuriarum actio) contra el librero que vendiera sus escritos sin permiso y en los casos más extremos podían ser ejecutados por difusión de determinadas obras que provocaban el rechazo o la ira del poder imperial o de los poderosos.

## La economía del comercio de libros

### Distribución y circulación de los libros
El concepto de compra de libros en la Antigua Roma incluía también el derecho a realizar copias independientes. Antes del siglo I d. C. no hay evidencia clara de un comercio organizado de libros, aunque desde entonces, personas de diversas clases sociales mostraron interés en poseer libros. La actividad librera se centraba en la producción y venta al por menor, sin un sistema de distribución amplio, lo que limitaba su alcance geográfico. El crecimiento del comercio de libros se vio estimulado por la importancia de las bibliotecas y la diversificación del público lector.

### La librería (Taberna libraria)

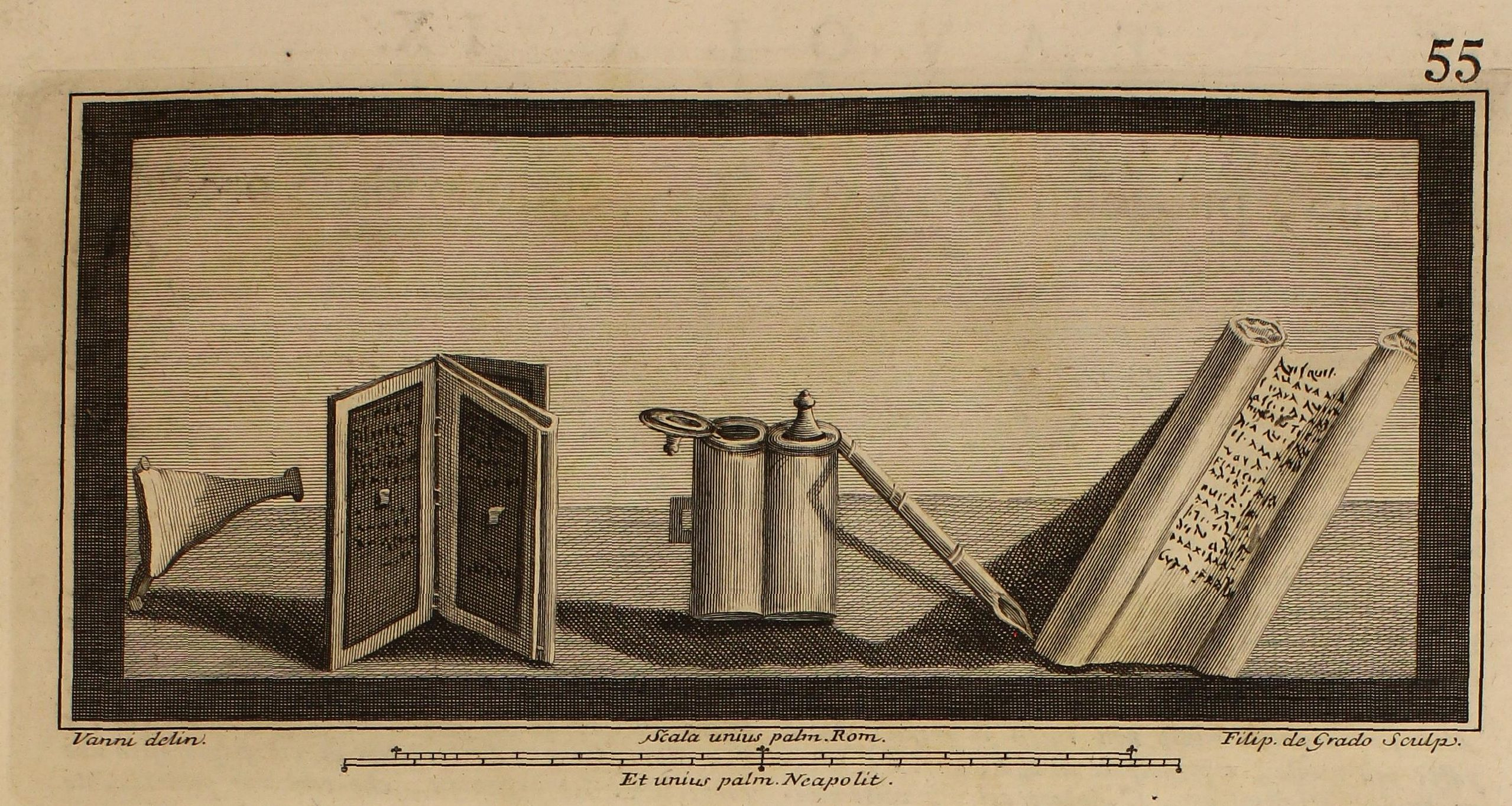
Representaciones de materiales de escritura romanos. Grabado de pinturas murales vistas en Herculano y reproducidas en Delle Antichità de Ercolano, vol. 2 (Nápoles, 1759)

Las librerías en la Antigua Roma, denominadas taberna libraria, desempeñaban un rol dual. Por un lado, eran el espacio físico dedicado a la venta de libros; por otro, funcionaban como centros de coordinación para la publicación y distribución de textos de diversa índole. Esta dualidad de funciones a menudo se entrelazaba, siendo común que el propietario de la librería asumiera directamente la gestión de ambas tareas.
La referencia más antigua sobre librerías en Roma proviene de Cicerón, quien menciona una taberna libraria especializada en la comercialización de libros. A pesar de que algunos expertos sostienen la inexistencia de un comercio librario antes de Cicerón, hay evidencias contrarias. Estrabón narra que, tras la incautación de la biblioteca de Aristóteles por Sila en el 83 a. C., algunos comerciantes adquirieron fragmentos de ella para realizar copias de menor calidad.
Para captar la atención de potenciales compradores, las tabernae librariae decoraban con carteles las entradas y fachadas de sus locales. En su interior, los libros se organizaban en estanterías o armaria, y se presentaban sobre nidi (repisas) o mesae (mesas), exhibiendo una variedad de volumina de distintos géneros y temáticas.
La distribución de las librerías en Roma abarcaba diversos barrios, particularmente aquellos de significativa actividad comercial. En la época imperial, se concentraban en zonas como el barrio de Argileto, desde Subura hasta el Foro, o en las inmediaciones del Sandalario, cerca del Coliseo. Existe un debate sobre la relevancia de las librerías en el contexto del Imperio romano. Si bien eran reconocidas como un negocio per se, tanto en Roma como en sus provincias, las opiniones varían respecto a si su importancia radicaba en su función autónoma o si más bien actuaban como agentes secundarios en el ámbito literario de la época.

### Venta ambulante
Además de su rol tradicional, los libreros podían desempeñarse como circitores, o vendedores ambulantes, y en ciertas circunstancias como institores, esto es, individuos designados por el dueño de una taberna libraria para realizar comercio fuera del establecimiento. La responsabilidad de estos institores incluía llevar consigo, durante misiones comerciales regulares, un número determinado de libros. Esta actividad tenía el propósito de exhibir, vender o prestar los libros a aquellos interesados en adquirirlos o consultarlos.

### Venta de segunda mano

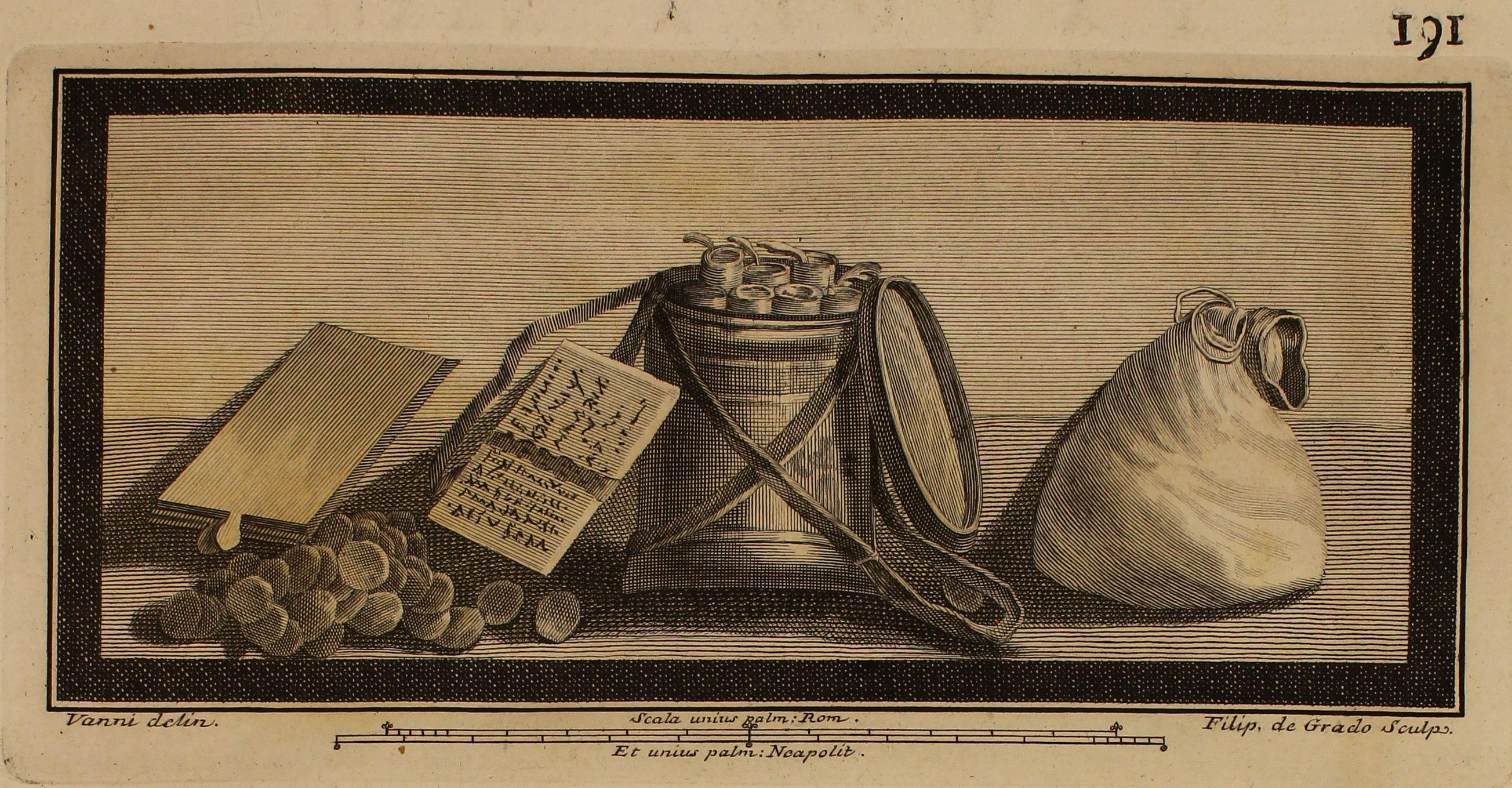
Representación de un cuaderno de madera con asas para abrirlo, y en el centro, una caja-libro de cuero con tapa y correas para guardar y transportar pergaminos, cada una con una etiqueta de título. A la derecha, posiblemente una bolsa para el material de escritura. Grabado de pinturas murales vistas en Herculano y reproducidas en Delle Antichità de Ercolano, vol. 2 (Nápoles, 1759)

Aunque la percepción común pueda sugerir la existencia de un comercio de libros usados en la Antigua Roma similar al contemporáneo, los testimonios históricos no respaldan completamente esta idea. En realidad, muchas referencias que se han interpretado como indicativas de un mercado de libros usados aluden más bien a la venta de libros de coleccionista o anticuario, donde conviven dos tendencias: la comercialización de libros a precios módicos y la de ejemplares de alto valor. En el caso de los libros asequibles, su venta era limitada y apenas ha dejado rastro en las fuentes históricas disponibles. Este tipo de comercio probablemente se circunscribía a textos escolares, sin gran importancia para la aristocracia, que constituye nuestra principal fuente de información sobre prácticas lectoras y el uso de libros en aquel tiempo. Por otro lado, los libros considerados "raros" o "antiguos" adquirían un valor especial no solo como textos, sino como objetos de colección, siendo el precio un factor determinante en el estatus del libro. La búsqueda de ganancias llevaba en ocasiones a prácticas fraudulentas, especialmente en lo que respecta al soporte material de los textos. Era común que algunos vendedores de libros colocaran los volúmenes en ánforas de cereal para que adquirieran un tono amarillento, buscando simular una mayor antigüedad.

### Subasta de libros
En la literatura romana se destacan dos referencias que aluden directamente a la subasta de libros. La primera se encuentra en la obra de Ausonio, Cento nuptialis, donde compara un libro de poco valor que se podría vender en el festival de Sigilarias. Por otro lado, Juvenal en sus Sátiras, narra la desdichada situación de poetas romanos obligados a subastar libros junto a pertenencias personales, actuando como pregoneros. Aunque estos testimonios son limitados y fragmentarios, constituyen evidencia de la práctica de subastar libros, si bien no se especifica si las subastas eran exclusivas de libros o si estos se vendían junto a otros artículos.

### La distribución de libros sin fines de lucro

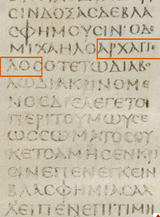
Fragmento del Codex Sinaiticus, conteniendo la Epístola de Judas.

La distribución de libros dentro de la élite literaria e intelectual romana se fundamentaba en la amicitia —las conexiones y compromisos forjados por la amistad—, lo que refleja cómo la cultura literaria estaba profundamente enraizada en el tejido social. Estos círculos, ajenos a los intereses comerciales, valoraban los textos por sus méritos intelectuales y artísticos, usándolos para afirmar y exhibir su estatus en la sociedad. Aunque las librerías jugaban un papel en la circulación de textos, la distribución privada y sin ánimo de lucro mantenía un papel esencial. Para acceder a un texto, el lector no necesariamente debía adquirirlo; podía pedirlo prestado y encargar su copia a escribas de confianza.

### Precio y valor de los libros
El precio de los libros en la Antigua Roma dependía de varios factores, como el tamaño, el costo de los materiales, la antigüedad, el contenido y la decoración, variando así para diferentes públicos. El mercado librario ofrecía una amplia gama de ejemplares, desde ediciones de lujo hasta opciones más económicas y modestas. Los precios eran accesibles para individuos de ingresos modestos, situándose por encima del estatus de simples trabajadores. En este contexto, la decisión de leer un libro dependía más de las preferencias personales y necesidades individuales que de la capacidad económica.

## Publicación y difusión de libros cristianos
Los escritos cristianos, aunque surgieron y se difundieron en el contexto sociocultural del Imperio Romano al igual que otras obras literarias, mostraron características distintivas. La literatura cristiana, caracterizada por géneros que la élite culta aristocráica consideraba menores —como evangelios, epístolas, folletos exhortativos, actas de apóstoles y textos similares—, no atrajo el interés del comercio de libros tradicional. Así, la propagación de los primeros textos cristianos se realizó principalmente a través de redes privadas dentro de las comunidades cristianas.
Por su parte, los escritos de los Padres de la Iglesia se copiaban y distribuían con mayor amplitud, logrando una rápida y extensa circulación. Si bien las congregaciones cristianas no se configuraron como comunidades de lectura al estilo de los círculos literarios o académicos de la élite, los libros jugaron un papel esencial desde el comienzo de estas comunidades. Dichas obras eran altamente demandadas en toda la comunidad cristiana, lo que refleja su valor e importancia.
Un ejemplo notable de esta dinámica fue San Agustín, quien asignó a un amigo cercano la responsabilidad de custodiar la copia principal de sus escritos, con el propósito de que sirviera como base para futuras reproducciones. Esta estrategia, empleada por algunos autores cristianos, tenía como fin encomendar sus trabajos a amigos influyentes o a la estructura eclesiástica, buscando así evitar falsificaciones o la adición de interpolaciones heréticas.

## Legado y contribución cultural
El comercio de libros en la Antigua Roma desempeñó un papel fundamental en el enriquecimiento del legado cultural de esta civilización. Este comercio no solo facilitó el acceso a un amplio espectro de obras literarias, filosóficas, científicas y técnicas, tanto griegas como romanas, sino que también jugó un papel crucial en ciertos contextos, como en la preservación de obras teatrales que, de no ser por este medio, posiblemente se habrían perdido.